# Leonardo I Tocco
Leonardo I Tocco (ur. 1310/1315, zm. ok. 1376) – hrabia Kefalenii od 1357 do 1376 roku, syn Guglielmo Tocco, z rodu Tocco.

## Życiorys
Leonard I Tocco wywodzący się z Królestwa Neapolu przejął w 1357 roku władzę nad Kefalenią i Zante przywracając do istnienia Hrabstwo Kefalenii. W 1362 roku rozszerzył obszar swego władania zajmując wyspę Leukadę (Leukos), a następnie również Itakę.
Miał dwóch synów: starszego Karola I Tocco oraz młodszego Leonardo II Tocco. Starszy został hrabią Kefalonii, a młodszy władał wyspą Zakintos (Zante).